# آب و هوای هند

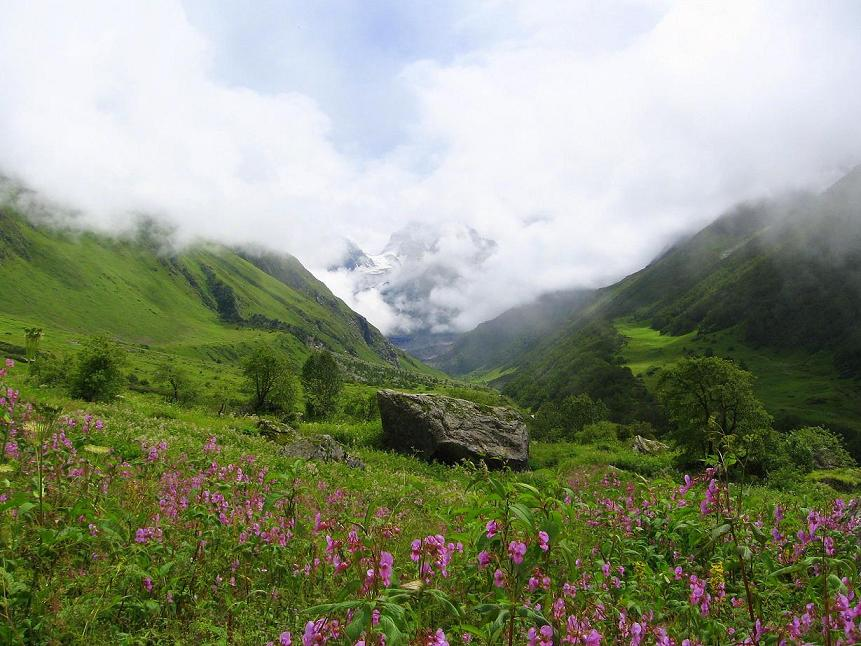
منظره‌ای در پارک ملی دره گل‌ها در اوتاراکند. برخلاف منطقه سایه باران تیرونلولی، این پارک به دلیل قرار گرفتن در منطقه‌ای کوهستانی و بادخیز که بین زانسکارها و هیمالیای بزرگ قرار دارد، بارش‌های جوی فراوانی دریافت می‌کند.

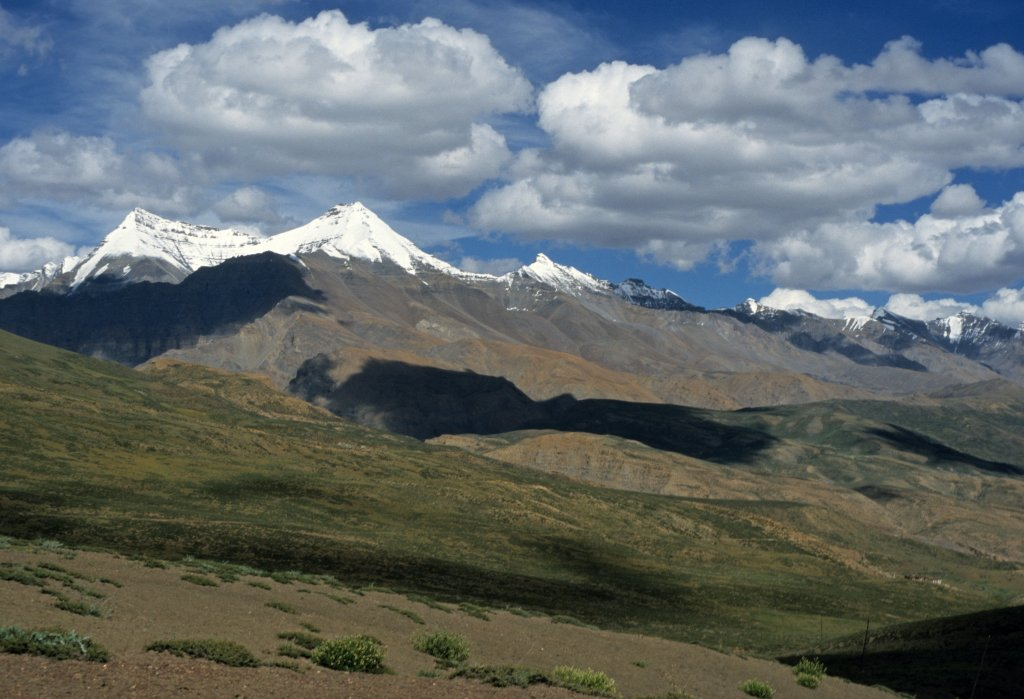
شکل‌گیری هیمالیا (تصویر) در اوایل ائوسن حدود ۵۲ میا عامل کلیدی در تعیین آب و هوای امروزی هند بود؛ آب و هوای جهانی و شیمی اقیانوس ممکن است تحت تأثیر قرار گرفته باشد.

آب و هوای هند طیف وسیعی از شرایط اقلیمی را در بر می‌گیرد که این تنوع ناشی از وسعت جغرافیایی گسترده و ناهمواری‌های متنوع زمین‌شناسی آن است. بر اساس سامانه طبقه‌بندی اقلیمی کوپن، هند از انواع اقلیم‌های گوناگون تشکیل شده است؛ از نواحی خشک و نیمه‌خشک در غرب، تا اقلیم‌های کوهستانی، شبه‌قطبی، توندرا و حتی یخ‌کوهی در ارتفاعات شمالی هیمالیا که شدت آن‌ها بسته به ارتفاع متغیر است.
در جلگه‌های شمالی، اقلیم عمدتاً جنب‌مدارگان است که در نواحی مرتفع‌تری مانند تپه‌های سیوالیک، مناطق معتدل وجود دارد و در برخی مناطق مانند گلمرگ به اقلیم قاره‌ای گرایش پیدا می‌کند. در مقابل، بیشتر نواحی جنوبی و شرقی هند دارای اقلیم حاره‌ای هستند که موجب شکل‌گیری جنگل‌های انبوه بارانی در بخش‌هایی از این مناطق شده است. وجود خرداقلیم در بخش‌های مختلف کشور، هند را به یکی از متنوع‌ترین کشورهای جهان از نظر آب‌وهوایی تبدیل کرده است.
اداره هواشناسی هند کشور را به چهار فصل اصلی تقسیم می‌کند (با اندکی تفاوت در برخی مناطق):
- زمستان: از دسامبر تا فوریه
- تابستان: از مارس تا مه
- فصل باران‌های موسمی جنوب‌غربی: از ژوئن تا سپتامبر
- پس از موسمی یا موسمی شمال‌شرقی: از اکتبر تا نوامبر

با این حال، مناطقی با اقلیم معتدل، نیمه‌گرمسیری یا قاره‌ای نیز فصول بهار و پاییز را تجربه می‌کنند.
موقعیت جغرافیایی و ساختار زمین‌شناسی هند نقش اساسی در شکل‌گیری الگوهای اقلیمی آن دارد. بیابان تار در شمال‌غرب و رشته‌کوه‌های هیمالیا در شمال، با یکدیگر سامانه‌ای موسمی را شکل داده‌اند که از نظر فرهنگی و اقتصادی اهمیت فراوانی دارد. رشته‌کوه هیمالیا، که بلندترین و گسترده‌ترین کوهستان روی زمین است، مانعی طبیعی در برابر نفوذ بادهای بسیار سرد و خشکِ پایین‌رونده از فلات تبت و آسیای مرکزی به داخل شبه‌قاره هند ایجاد می‌کند. به همین دلیل، بیشتر مناطق شمال هند در زمستان نسبتاً گرم یا تنها اندکی سرد می‌شوند. همین مانع حرارتی باعث می‌شود تابستان‌ها نیز در بخش عمده‌ای از هند بسیار گرم باشند.
در جنوب هند، آب‌وهوا به‌طور کلی گرم‌تر و مرطوب‌تر است، به‌ویژه به دلیل هم‌جواری با دریا و خط ساحلی گسترده. با این حال، برخی از مناطق مرتفع جنوبی مانند شهر اوتی به دلیل ارتفاع بالا، به داشتن آب‌وهوای سرد و خنک شهرت دارند.

### طوفان‌های گرمسیری

طوفان واردا در حال ورود به ساحل چنای هند است.

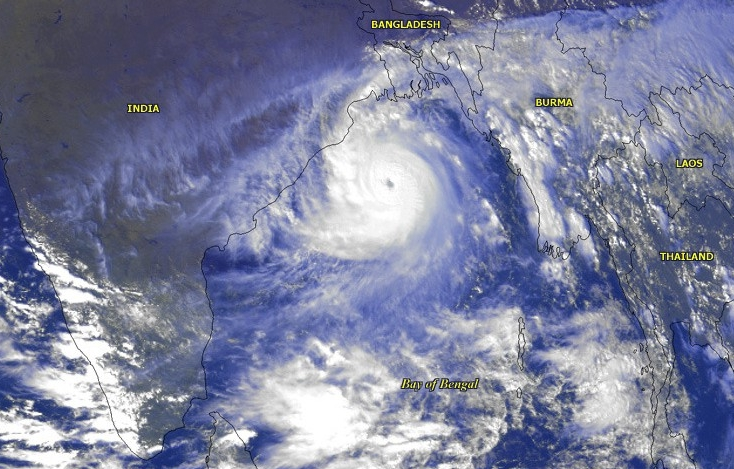
تصاویر ماهواره‌ای از طوفان 05B در خلیج بنگال.

چرخند حاره‌ای، که طوفان‌هایی شدید و ویرانگر هستند، از منطقه همگرایی درون‌حاره‌ای منشأ می‌گیرند و می‌توانند زندگی هزاران نفر از ساکنان مناطق ساحلی هند را تحت تأثیر قرار دهند. تشکیل این گردبادها، به‌ویژه در شمال اقیانوس هند و به‌طور خاص در اطراف خلیج بنگال بسیار رایج است.
این طوفان‌ها معمولاً با بارش‌های بسیار شدید، بالا آمدن سطح دریا، و بادهای پرقدرت همراه هستند که اغلب ارتباط مناطق آسیب‌دیده با امداد و منابع حیاتی را به‌طور کامل قطع می‌کنند. شدت خساراتی که این طوفان‌ها به جا می‌گذارند، می‌تواند از تخریب زیرساخت‌های ساحلی گرفته تا جابجایی جمعیت و تهدید امنیت غذایی جوامع محلی باشد.
در حوضه شمالی اقیانوس هند، فصل گردبادهای حاره‌ای از آوریل تا دسامبر ادامه دارد و بیشترین فعالیت آن معمولاً بین ماه‌های مه تا نوامبر اتفاق می‌افتد.
به‌طور میانگین، هر سال حدود هشت طوفان با سرعت باد پایدار بیش از ۶۳ کیلومتر در ساعت (۳۹ مایل در ساعت) در این ناحیه شکل می‌گیرند. از میان آن‌ها، معمولاً دو طوفان به گردبادهای حاره‌ای واقعی تبدیل می‌شوند که سرعت باد آن‌ها از ۱۱۷ کیلومتر در ساعت (۷۳ مایل در ساعت) نیز فراتر می‌رود. به‌طور متوسط، هر دو سال یک بار، یک گردباد بسیار شدید در دسته‌بندی رده ۳ یا بالاتر (مقیاس سافیر–سیمپسون) در این منطقه شکل می‌گیرد.